# Спайди и невероятните му приятели
„Спайди и невероятните му приятели“ (на английски: Spidey and His Amazing Friends/Marvel's Spidey and His Amazing Friends) е компютърно анимиран детски телевизионен сериал, продуциран от Atomic Cartoons, който за пръв път е излъчен по Disney Junior на 6 август 2021 г.
След премиерата сериалът е подновен за втори сезон, който ще се излъчи премиерно на 19 август 2022 г. През юни 2022 г. сериалът е подновен и за трети сезон. Той разказва за младите версии на героите на „Марвел Комикс“.

## Сюжет
Сериалът последва приключенията на Питър Паркър / Спайди, Майлс Моралес / Спин и Гуен Стейси / Гоуст-Спайдър, които се борят със злодеите като Рино, Док Ок, Зеления гоблин, Електро, Черния котак, и Пясъчния човек. Спайди, Спин и Гоуст-Спайдър понякога получават помощ от герои като Черната пантера, Мис Марвел, Хълк, Железния човек, Ант-Мен, Осата и Рептил.

## Актьорски състав

### Главни герои
- Бенджамин Валик – Питър Паркър / Спайди, едноименния супергерой
  - Никълъс Рой – УЕБ-СТЪР, суперкомпютър, който е асистира на Спайди, Спин, и Гоуст-Спайдър.
  - Дий Брадли Бейкър – ТРЕЙСИ-Е, Спайдър-бот, който е помощник на Спайди.
- Джакари Фрейзър[2][3] – Майлс Моралес / Спин, най-добрият приятел на Питър и вторият супергерой.
  - Дий Брадли Бейкър – ТУИСТ-Е,[4] Спайдър-бот, който е помощник на Спин.
- Лили Санфелипо – Гуен Стейси / Гоуст-Спайдър, приятелка на Питър и Майлс и третата супергероиня.
  - Нора Уайман[5] – ТУИРЛ-Е, Спайдър-бот, която е помощничка на Гоуст-Спайдър.

### Второстепенни герои
- Мелани Миничино – Леля Мей, леля на Питър
- Габриел Руис[6] – Рио Моралес, медицинска сестра и майка на Майлс
- Юджийн Бърд[7] – Джеф Моралес, полицай и баща на Майлс, който е полицай в полицейското управление на Ню Йорк.
- Кари Уолгрън[6] – Хелън Стейси, майка на Гуен, която е детектив в полицейското управление на Ню Йорк.
- Скот Портър[8] – Джордж Стейси, бащата на Гуен, който е полицейски капитан в полицейското управление на Ню Йорк.
- София Рамос[9] – Глория Моралес, баба на Майлс, която живее в Пуерто Рико.

### Героите на Марвел
- Сандра Саад[10] – Мис Марвел
- Тру Валентино[11] – Черната пантера, кралят на Уаканда.
- Армън Тейлър – Хълк, чудовищен и хуманоиден супергерой, който има суперсили с гама.
- Джон Стеймос[12] – Тони Старк / Железния човек, брониран супергерой, който е собственик на „Старк Индъстрийс“.
- Шон Джиямброун[12] – Ант-Мен, супергерой, който общува с мравките.
- Мая Тътъл[12] – Осата, супергероиня, която може да лети и да си промени размера. Тя е партньорка на Ант-Мен.
- Хоку Рамирез[12] – Рептил, супергерой, който може да се превърне в някои от различните динозаври.

### Злодеи
- Кели Оханиан[13] – Док Ок, женски престъпник с технически пипала.
  - Дий Брадли Бейкър[14] – КАЛ, октоботски помощник на Док Ок.
- Джей Пи Карлиак[15] – Зеления гоблин
- Джъстин Шенкароу – Рино[16]
- Стефани Лемелин[12] – Електро
- Джейдън Клейн[12] – Черната котка / Фелиша Харди
- Томас Уилсън[12] – Пясъчния човек

### Други герои
- Джон Ерик Бентли[17] – Фицхю Вон Карнеджи, собственик на музея.
- Сейнти Ниълсън – Уенди Удуърд, главната библиотекарка в библиотеката на Ню Йорк.
- Бинди Ъруин[8] – Исла Коралтън, океанограф, която работи в аквариум.
- Алесандра Перез[18] – Табита
- Мелик Бъргър[9] – Кмета, безименния кмет на Ню Йорк Сити.
- Хейдън Бишъп[19] – Бокулкчията Джери
- Кити КаБуум[20] – Мис Киманти, пазач в зоопарк.
- Тим Данг[21] – господин Ким
- Патрик Стъмп[8] – Коментатор на концерта

## Продукция
„Марвел Анимейшън“ обяви първият си предучилищен сериал „Спайди и невероятните му приятели“ през август 2019 г. „Дисни Джуниър“ подновява сериала за втори сезон през август 2021 г. На 15 юни 2022 г., „Дисни Джуниър“ подновява сериала за трети сезон. „Марвел Студиос“ заема продукцията на сериала, който започва с втори сезон.

## Премиера
„Спайди и невероятните му приятели“ се излъчва премиерно с поредица от 11 кратки епизода, озаглавен Meet Spidey and His Amazing Friends на 21 юни 2021 г. по „Дисни Ченъл“ и „Дисни Джуниър“, и е последван от Дисни+ на 16 юли. Също така се излъчва премиерно на 11 септември 2021 г. в Югоизточна Азия, но е излъчен за 20 дни преди закриването на канала на 1 октомври 2021 г.
Целият сериал е излъчен премиерно на 6 август със симулкаст по „Дисни Джуниър“ и „Дисни Ченъл“, и по-късно по „Дисни+“ на 22 септември.
Вторият сезон на Meet Spidey and His Amazing Friends се излъчва премиерно на 18 юли 2022 г., по „Дисни Ченъл“ и „Дисни Джуниър“, и е последван от „Дисни+“ на 17 август.
Вторият сезон на сериала се излъчва премиерно на 19 август 2022 г., със симулкаст по „Дисни Джуниър“ и „Дисни Ченъл“, и по-късно по „Дисни+“ тази есен.

## В България
В България сериалът е излъчен по Disney Junior през 2022 г.

### Нахсинхронен дублаж
| Роля                        | Изпълнител               |
| --------------------------- | ------------------------ |
| Питър Паркър/Спайди         | Андрей Манов             |
| Майлс/Спин                  | Алекс Маринов            |
| Гуен/Дух-паяк               | Ема Димитрова            |
| Леля Мей Електра            | Августина-Калина Петкова |
| Грийн Гоблин Пясъчния човек | Георги Стоянов           |
| Хелън Стейси Рио Моралес    | Надя Полякова            |
| Г-ца Марвел                 | Цветелина Николова       |
| Рино Човекът-мравка         | Живко Джуранов           |
| Хълк                        | Анатолий Божинов         |
| Вокален изпълнител          | Кристиян Върбановски     |

| Обработка              | Александра Аудио    |
| ---------------------- | ------------------- |
| Изпълнителен продуцент | Васил Новаков       |
| Режисьор на дублажа    | Анатолий Божинов    |
| Преводач               | Стоянка Костадинова |
| Музикален режисьор     | Снежана Петкова     |